# Lo Chen
Dans ce nom chinois, le nom de famille, Lo, précède le nom personnel.
Lo Chen (羅臻), né en 1923 à Shanghai est mort le 31 janvier 2003 à San Francisco) est un réalisateur hongkongais.

## Biographie
De son vrai nom Li Meng-fei, il nait à Shanghai où il étudie le journalisme et les langues étrangères ; intéressé par la poësie, il est considéré à cette époque comme l'un des trois jeunes poëtes les plus influents. Devant la montée du péril communiste, il gagne la colonie britannique de Hong Kong en 1948 et rejoint l'année suivante la Great China Film Company où il travaille comme scripte et assistant-réalisateur puis comme scénariste pour diverses compagnies, collaborant notamment avec Ma-Xu Weibang. En 1956 il remporte ainsi le prix du scénario au troisième Asia-Pacific Film Festival. Il co-réalise la même année son premier film, Fresh Peony, co-dirigé et interprété par Bai Guang,.
En 1960 il est embouché par le studio Shaw Brothers en tant que chef du service des scénarios et devient l'un des quatre réalisateurs principaux de la firme. Il la quitte au début des années 1970, ne se sentant pas à l'aise avec la vague de films de cape et d'épée devenus la coqueluche du moment, et poursuit sa carrière en indépendant. Il revient par la suite à la Shaw en 1974. Son dernier film, Behind the Storm, sort en 1982. Une poignée de ses 37 films a été rééditée au cours des années 2000.

## Filmographie
- 1956 : Fresh Peony
- 1964 : The Shepherd Girl
- 1969 : Raw Passions
- 1969 : Torrent of Desire
- 1971 : The Mad Killer
- 1976 : Erotic Nights
- 1979 : Revenge of the Shaolin Master
- 1982 : Behind the Storm